# Amígdala bucal
Las amígdalas son un conjunto de órganos linfoides que miran hacia el tracto aerodigestivo, lo que se conoce como anillo amigdalino de Waldeyer y está formado por la amígdala adenoidea (o amígdala faríngea), dos amígdalas tubáricas, dos amígdalas palatinas y las amígdalas linguales. Estos órganos juegan un papel importante en el sistema inmunológico.
Cuando se usa sin calificar, el término amígdala comúnmente se refiere específicamente a las amígdalas palatinas, que son dos órganos linfoides situados a ambos lados de la parte posterior de la garganta humana. Las amígdalas palatinas y las amígdalas adenoides son órganos formados por tejido linfoepitelial ubicados cerca de la orofaringe y la nasofaringe (partes de la garganta).

## Estructura
Los seres humanos nacemos con cuatro tipos de amígdalas: la amígdala faríngea, dos amígdalas tubáricas, dos amígdalas palatinas y las amígdalas linguales.
| Tipo                                               | Epitelio                                                     | Cápsula                     | Cripta                                            | Ubicación                                                        |
| -------------------------------------------------- | ------------------------------------------------------------ | --------------------------- | ------------------------------------------------- | ---------------------------------------------------------------- |
| Amígdala faríngea (también denominada "adenoides") | Columnar pseudoestratificado ciliado (epitelio respiratorio) | Encapsulado incompletamente | Pequeños pliegues, a veces descritos como criptas | Techo de faringe                                                 |
| Amígdalas tubáricas                                | Columnar pseudoestratificado ciliado (epitelio respiratorio) |                             |                                                   | Techo de faringe                                                 |
| Amígdalas palatinas                                | Escamoso estratificado no queratinizado                      | Encapsulado incompletamente | Largo, ramificado                                 | Lados de la orofaringe entre palatogloso y arcos palatofaríngeos |
| Amígdalas linguales                                | Escamoso estratificado no queratinizado                      | Encapsulado incompletamente | Largo, no ramificado                              | Detrás del surco terminal (lengua)                               |

### Desarrollo
Las amígdalas palatinas tienden a alcanzar su mayor tamaño en la pubertad, y a partir de entonces se van atrofiando gradualmente. Sin embargo, son más grandes en relación con el diámetro de la garganta en los niños pequeños. En los adultos, cada amígdala palatina normalmente mide hasta 2,5 cm de longitud, 2,0 cm de ancho y 1,2 centímetros de espesor.
La adenoide crece hasta los 5 años, comienza a encogerse a los 7 años y se vuelve pequeña en la edad adulta. 

## Función
Las amígdalas son órganos inmunocompetentes que sirven como la primera línea de defensa del sistema inmunológico contra patógenos extraños ingeridos o inhalados y, como tales, con frecuencia se llenan de sangre para ayudar en las respuestas inmunes a enfermedades comunes como el resfriado común. Las amígdalas tienen en su superficie células especializadas en captura de antígenos llamadas células de micropliegues (células M) que permiten la captación de antígenos producidos por patógenos. Luego, estas células M alertan a las células B y T de la amígdala de que hay un patógeno presente y se estimula una respuesta inmunitaria. Las células B se activan y proliferan en áreas llamadas centros germinales en la amígdala. Estos centros germinales son lugares donde se crean las células B de memoria y se producen los anticuerpos secretores (IgA).

## Significación clínica

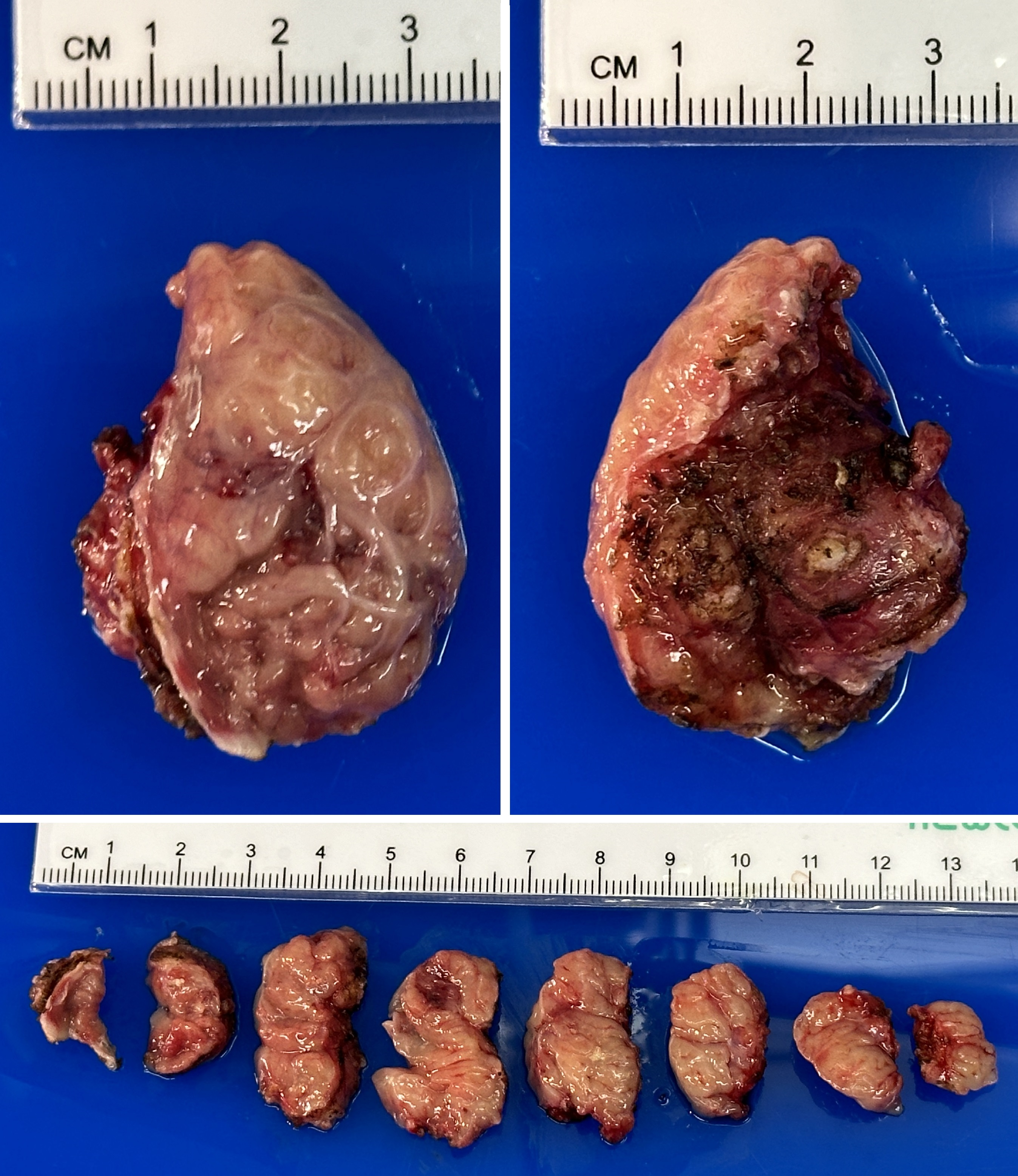
Patología macroscópica de amígdala hipertrófica fresca. Arriba a la izquierda: Superficie que mira hacia el tracto aerodigestivo. Arriba a la derecha: superficie opuesta (cauterizada). Abajo: Cortes en secciones.

Las amígdalas palatinas pueden agrandarse (hiperplasia adenoamigdalina) o inflamarse (amigdalitis). La forma más común de tratar la amigdalitis es con medicamentos antiinflamatorios como el ibuprofeno o, si es de origen bacteriano, antibióticos, por ejemplo, amoxicilina y azitromicina. Se puede recomendar la extirpación quirúrgica (amigdalectomía) si las amígdalas obstruyen las vías respiratorias o interfieren con la deglución, o en pacientes con amigdalitis grave o recurrente. Sin embargo, se han descrito diferentes mecanismos de patogénesis para estos dos subtipos de hipertrofia amigdalina y pueden tener diferentes respuestas a esfuerzos terapéuticos idénticos. En pacientes mayores, las amígdalas asimétricas (también conocidas como hipertrofia asimétrica de las amígdalas) pueden ser un indicador de amígdalas infectadas por virus o tumores como el linfoma o el carcinoma de células escamosas.
Un tonsilolito (también conocido como "piedra de amígdala") es un material que se acumula en la amígdala palatina. Puede alcanzar el tamaño de un grano de pimienta y es de color blanco o crema. La sustancia principal es principalmente calcio, pero tiene un fuerte olor desagradable debido al sulfuro de hidrógeno, el metilmercaptano y otros químicos.
El agrandamiento de las amígdalas palatinas puede afectar el habla, volviéndola hipernasal y dándole el sonido de incompetencia velofaríngea (cuando el espacio en la boca no está completamente separado del espacio aéreo de la nariz). El tamaño de las amígdalas puede tener un impacto más significativo en la obstrucción de las vías respiratorias superiores en los niños obesos que en los de peso promedio.
Como tejido linfático mucoso del tracto aerodigestivo, las amígdalas palatinas se consideran en algunas clasificaciones como Tejido linfoide asociado a las mucosas (MALT). Otros puntos de vista los tratan (y al bazo y al timo) como grandes órganos linfáticos que se diferencian de los loci tisulares más pequeños de GALT y MALT.